# Siempre te amaré (película)
Siempre te amaré es una película filmada en colores de Argentina dirigida por Leo Fleider según su propio guion escrito en colaboración con Jorge Falcón que se estrenó el 1 de abril de 1971 y que tuvo como protagonistas a Sandro, Elena Sedova, Marcos Zucker, Alfredo Iglesias y Alicia del Solar.

## Sinopsis
Un accidente deja ciego y paralítico a un vanidoso corredor de autos que se enamora de la enfermera que lo atiende.

## Reparto
- Sandro
- Elena Sedova
- Alfredo Iglesias
- Alicia del Solar
- Olinda Bozán
- Marcos Zucker
- Walter Kliche
- Loló Prat
- José María Labernié
- Alberto Mazzini
- Juan José Camero
- Nancy Lopresti
- Oscar Petri
- Augusto Paz
- Juan Quetglas
- Carlos Romano (actor argentino)
- Pablo Cumo
- Domingo Márquez

## Comentarios
El Heraldo del Cine escribió:

”Artística y técnicamente es una más de Sandro, aquí más enfatizado y sensual que lo habitual.”

Clarín dijo:

”La fórmula es eficaz…Sandro logra asumir la responsabilidad de variar el tono de su trabajo.”

Manrupe y Portela escriben:

”Sandro en un personaje inhabitual, en el más puro cine kitsch, y en una conversión de malo a bueno en sólo 90 minutos.”